# Osbornellus borealis
Osbornellus borealis är en insektsart som beskrevs av Delong och Mohr 1936. Osbornellus borealis ingår i släktet Osbornellus och familjen dvärgstritar. Inga underarter finns listade i Catalogue of Life.